# Земля (альбом)
Земля — восьмий студійний альбом гурту Океан Ельзи, випущений 15 травня 2013 року в мережі інтернет, реліз CD в Україні відбувся 20 травня, в інших країнах — 22 травня.

## Про альбом
Над восьмою студійною платівкою музиканти працювали разом з британським саунд-продюсером, володарем трьох нагород Grammy Кеном Нельсоном. Запис відбувався у Бельгії. Під час запису нового матеріалу з гурту пішов гітарист Петро Чернявський, тому у студії ICP Studios разом з музикантами групи працював й Владімір Опсеніца, гітарист з Сербії. За його участі записані декілька композицій з платівки.
Перший сингл альбому «Земля» — пісня «Обійми» — була презентована 27 лютого цього року. Другий сингл «Стріляй» та відеокліп на нього від режисера Майка Брюса був представлений 18 квітня. У офіційному твітері гурту з 2 травня почали оголошувати назви пісень.
5 вересня 2013 року на офіційному каналі групи в youtube з'явився відеокліп до третього синглу «Rendez-Vous». Ідея відео виникла у режисера Майка Брюса під час зйомок навесні 2013 року у Києві кліпу на пісню «Стріляй». За основу було взято тему з «Бондіани». Історія стала, фактично, єдиним сюжетом, який об'єднав дві композиції. Проте події у відео «Rendez-Vous» відбуваються на три місяці раніше, ніж у кліпі «Стріляй» та є такою собі алюзією на фільми про агента Джеймса Бонда.
Альбом вийшов на CD, а також у цифровому форматі. В Україні реліз нової платівки представила SUSY Records, в країнах СНД — ФГ Нікітін.
Уже в перші дні після релізу альбом здобув переважно схвальні відгуки у вітчизняних та зарубіжних виданнях.

### Назва альбому
|                      | Ми працювали на одній зі студій на території кіностудії Довженка. Ну, раз Довженко, чому б не "Земля"? Так з’явилася думка, що назва минулого альбому "Dolce Vita" повторювала назву фільму Фелліні, то чому б цього разу не вшанувати нашого українського генія? Але, з іншого боку, мені не приходило в голову, що хтось буде порівнювати альбом групи з фільмом режисера. Ніхто ж не порівнював попередній альбом з фільмом Фелліні. |
| — Святослав Вакарчук | |

### Обкладинка альбому
|                      | На обкладинці нашої платівки – не ґрунт, а насіння переважно українського походження, навіть конопля є. Тут 12 насінин, кожна з них відповідає окремій пісні. На нашу думку, земля цінна не сама собою, а тим, що з нею росте. Це, може, дитяча, але, як на мене, цікава ідея. Якби на обкладинці була зображена просто земля, це був би якийсь мортальний настрій.. |
| — Святослав Вакарчук | |

## Композиції
| #     | Назва                   | Автор слів  | Автор музики           | Тривалість |
| ----- | ----------------------- | ----------- | ---------------------- | ---------- |
| 1.    | «З нею»                 | С. Вакарчук | С. Вакарчук            | 4:57       |
| 2.    | «Стіна»                 | С. Вакарчук | С. Вакарчук            | 3:27       |
| 3.    | «Бодегіта»              | С. Вакарчук | С. Вакарчук            | 4:05       |
| 4.    | «Незалежність»          | С. Вакарчук | С. Вакарчук            | 3:16       |
| 5.    | «Rendez-Vous (Рандеву)» | С. Вакарчук | С. Вакарчук            | 4:11       |
| 6.    | «Стріляй»               | С. Вакарчук | С. Вакарчук            | 4:48       |
| 7.    | «Обійми»                | С. Вакарчук | С. Вакарчук / Д. Дудко | 3:44       |
| 8.    | «Караван»               | С. Вакарчук | С. Вакарчук            | 3:52       |
| 9.    | «Джульєтта»             | С. Вакарчук | С. Вакарчук            | 4:36       |
| 10.   | «На Небі»               | С. Вакарчук | С. Вакарчук            | 3:41       |
| 11.   | «Пори Року»             | С. Вакарчук | С. Вакарчук            | 4:53       |
| 12.   | «Коли навколо ні душі»  | С. Вакарчук | С. Вакарчук            | 3:11       |
| 48:53 |                         |             |                        |            |

## Музиканти
- Святослав Вакарчук — вокал
- Петро Чернявський — гітара (2, 4, 6, 7, 10[джерело?])
- Владімір Опсеніца — гітара (1, 3, 5, 8, 9, 11[джерело?])
- Денис Дудко — бас
- Милош Єлич — клавішні
- Денис Глінін — барабани

### Запрошені музиканти
- Alexia Waku — бек-вокал (11)

## Тур «Земля»
19 травня концертом у Мукачево розпочався великий стадіонний тур на підтримку восьмого альбому «Океану Ельзи». До української частини туру увійшли 27 міст країни. Через великий попит в Харкові замість запланованого одного концерту відбудеться два. Після закінчення виступів в Україні, з жовтня 2013-го музиканти вирушать у другу частину концертного туру країнами СНД і Північної Америки. Разом з групою участь в турі візьме один з найкращих балканських гітаристів Владімір Опсеніца.